# Септима Вектор
Професор Септима Вектор е измислена героиня на Джоан Роулинг от поредицата Хари Потър. Тя е учител по Аритмантика в училището за магия и вълшебство Хогуортс. В книгите от поредицата се споменава само, че дава много дълги домашни на учениците си. В ролята си излъчва строгост и ангажираност.